# Bartlmä Hörbiger
Bartlmä Hörbiger (* 12. August 1813 in Thierbach/Bayern; † 30. September 1860 in St. Daniel im Gailtal) war ein österreichischer Orgelbauer.

## Leben
Bartlmä Hörbiger war als Kunsttischler und Orgelbauer zunächst mit seinem Bruder Alois Hörbiger tätig und hatte um 1836 seinen Wohnsitz in Lienz. Von dort aus war er mit kleineren Arbeiten an Orgeln in Südtirol tätig. Ab 1842 lebte er in Kärnten und baute hier einige Orgeln.

## Werkliste
| Jahr      | Ort             | Gebäude                           | Bild | Manuale | Register | Bemerkungen                                           |
| --------- | --------------- | --------------------------------- | ---- | ------- | -------- | ----------------------------------------------------- |
| 1842      | Berg im Drautal | Pfarrkirche Berg im Drautal       |      | I/P     | 14       | [ 1 ]                                                 |
| 1843–1844 | Obermillstatt   | St. Johannes der Täufer           |      | I/P     | 7        | nicht erhalten, seit 1983 Orgel von Orgelbau Pirchner |
| 1844      | Arriach         | Pfarrkirche Arriach               |      | I/P     | 7        | [ 2 ]                                                 |
| 1845      | Trebesing       | Evangelische Kirche Trebesing     |      | I/P     | 11       |                                                       |
| 1846      | Innerkrems      | Pfarrkirche Kremsalpe             |      | I/P     | 5        | [ 3 ]                                                 |
| 1849–1850 | Villach         | Pfarrkirche St. Martin (Villach)  |      | I/P     | 10       | nicht erhalten                                        |
| 1851–1852 | Kaning          | Pfarrkirche Kaning                |      | I/P     | 5        | [ 4 ]                                                 |
| 1853      | Waiern          | Evangelische Pfarrkirche Waiern   |      | I/P     | 9        | [ 5 ]                                                 |
| 1854      | Greifenburg     | Pfarrkirche Greifenburg           |      | I/P     | 10       | [ 6 ]                                                 |
| 1855      | Frauenstein     | Pfarrkirche Kraig                 |      | I/P     | 5        | [ 7 ]                                                 |
| 1856      | Deutsch Griffen | Pfarrkirche Deutsch-Griffen       |      | I/P     | 8        | [ 8 ]                                                 |
| 1858      | Kolbnitz        | Pfarrkirche Kolbnitz              |      | I/P     | 10       | [ 9 ]                                                 |
| 1859–1860 | Zwickenberg     | Pfarrkirche Zwickenberg           |      | I/P     | 8        | [ 10 ]                                                |
| 1860      | Dellach         | Pfarrkirche St. Daniel im Gailtal |      | I/P     | 14       |                                                       |